# StEG II 1001–1053
Die StEG II 1001–1053 waren Güterzug-Schlepptenderlokomotiven der Staats-Eisenbahn-Gesellschaft (StEG), einer privaten Eisenbahngesellschaft Österreich-Ungarns.
Die StEG beschaffte 1877 bis 1883 53 Stück dreifach gekuppelter Maschinen, die nicht nur im Güterverkehr, sondern auch im Personenverkehr eingesetzt werden sollten. Sie erhielten deswegen relativ große Räder. Ihre Höchstgeschwindigkeit wurde aus demselben Grund auf 60 km/h festgelegt. Die Lokomotiven hatten eine innenliegende Gooch-Steuerung.
Die von der Lokomotivfabrik der StEG gelieferten Maschinen wurden zunächst als IVf 1001–1053 eingeordnet. Anlässlich der Verstaatlichung der ungarischen Strecken der StEG 1891 kamen 42 Stück zur MÁV, die sie zunächst als MÁV IIIp 3091–3132, später als Reihe 340 bezeichnete.
Die verbliebenen elf Maschinen bekamen 1897 die Reihennummer 34.0 der StEG zugewiesen. Nach der Verstaatlichung der StEG wurden sie kkStB 31.01–11. Nach dem Ersten Weltkrieg kamen noch alle unter Beibehaltung der Bezeichnung zur BBÖ, die sie bis 1932 ausmusterte.